# أصل الماء على الأرض

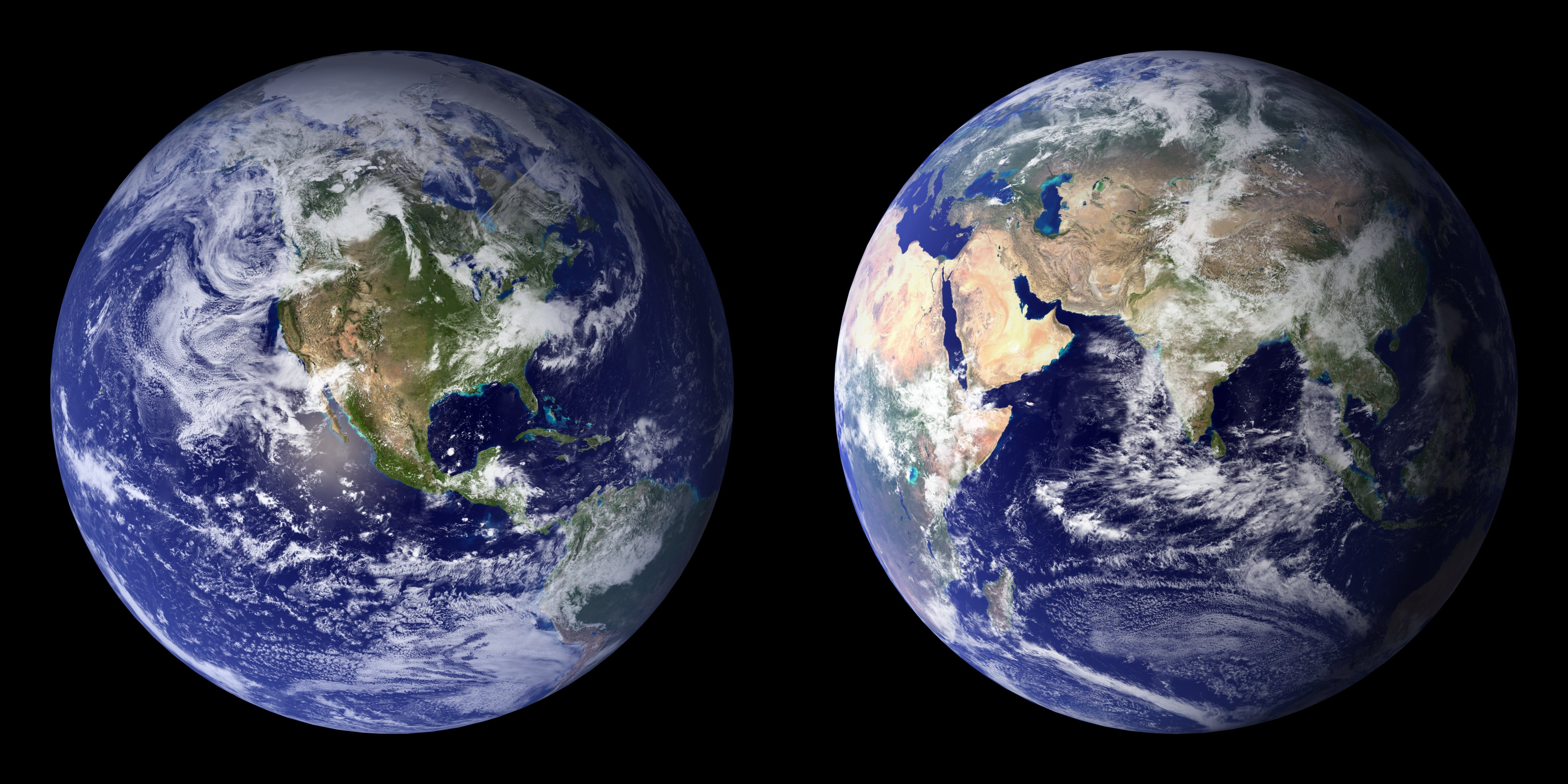
تغطي المياة حوالي 71% من مساحة سطح الأرض

أصل الماء على الأرض، أو السبب الذي جعل كمية المياه السائلة على الأرض أكبر من الموجودة على أي من الكواكب الصخرية الأخرى في المجموعة الشمسية ليس مفهوماً بالكامل، وتوجد العديد من الفرضيات التي يختلف توافقها مع بعضها بالسلب أو الإيجاب فيما يتعلق بكيفية تراكم المياه على سطح الأرض على مدى الـ 4.5 مليار سنة الماضية من عمر الكوكب منذ نشوئه بكميات كافية لتشكيل المحيطات.